# Tour della nazionale maschile di rugby a 15 del Galles 1968
Nel 1968, la nazionale di rugby a 15 del Galles si reca in Argentina per un tour. È la prima visita dei gallesi in Sudamerica. In precedenza solo Irlanda e Francia, tra le nazionali maggiori europee, avevano visitato l'Argentina. Anche se la federazione gallese non riconoscerà come partite ufficiali quelli che per gli Argentini sono dei veri e propri test match, l'evento è importante. L'Argentina a sorpresa si aggiudica la serie con una vittoria ed un pareggio.
Da segnalare che la federazione gallese, aveva nominato pochi mesi rima il suo primo allenatore della nazionale David Nash. Per questo tour però era stato deciso di non assegnargli la direzione della squadra. Nash si dimise. Poi la federazione cambiò idea, ma scelse Clive Rowlands come coach.

## Risultati
| Buenos Aires 7 settembre 1968 | Belgrano A.C.   | 11 – 24 | Galles XV | Gimnasia y Esgrima\| Arbitro: \| Carlos A. Tozzi \| |
| Arbitro:                      | Carlos A. Tozzi |         |           |                                                     |

| Buenos Aires 11 settembre 1968 | Interior     | 3 – 12 | Galles XV | Gimnasia y Esgrima\| Arbitro: \| Eduardo Niño \| |
| Arbitro:                       | Eduardo Niño |        |           |                                                  |

| Arbitro: | Ricardo Colombo |

| |            | |
| mete: Loyola c.p.: Seaton 2 | Marcatori  | mete: Turner trasf.: Dawes |
| J. Seaton M. Walther, A. Rodríguez Jurado, M. Pascual, A. Travaglini J. Dartilongue, A. Etchegaray R. Loyola, H. Silva (cap.), M. Chesta B. Otaño, A. Anthony M. Farina, R. Handley, L. García Yáñez. | Formazioni | J. Williams L. Daniel, S. Dawes (cap.), G. Ball, A. Morgan P. Bennet, G. Turner A: Gray, D. Hughes W. Morris W. Mainwaring, L. Baxter B. Butler, B. Rees, D. Lloyd. |

| Buenos Aires 21 settembre 1968 | Argentina B     | 8 – 8 | Galles XV | Gimnasia y Esgrima\| Arbitro: \| Ricardo Colombo \| |
| Arbitro:                       | Ricardo Colombo |       |           |                                                     |

| Buenos Aires 25 settembre 1968 | Argentina C       | 6 – 9 | Galles XV | Gimnasia y Esgrima\| Arbitro: \| César De Elizalde \| |
| Arbitro:                       | César De Elizalde |       |           |                                                       |

| Arbitri: | Ken John Carlos Tozzi |

| |            | |
| mete: della mischia c.p.: Seaton 2 | Marcatori  | mete: Ferguson c.p.: Ferguson 2 |
| J. Seaton M. Walther, A. Rodríguez jurado, M. Pascual, N. Pérez J. Dartilongue, A. Etchegaray R. Loyola, H. Silva (cap.), M. Chesta B. Otaño, A. Anthony M. Farina, R. Handley, L. García Yáñez. | Formazioni | J. Williams L. Daniel, J. Dawes (cap.), G. Ball, S. Ferguson R. Phillips, G. Turner A. Gray, D. Hughes, W. Morris W. Mainwaring, M. Witshire W. Williams, N. Gales, D. Lloyd. |